# Apărarea Patriei
Der Orden Apărarea Patriei (deutsch Verteidigung des Vaterlandes) wurde mit Dekret Nr. 308 P-MAN am 23. Juli 1949 gestiftet. Die Stiftung wurde im Buletin Oficial Nr. 49 veröffentlicht. Der Orden konnte Militär- und Zivilpersonen rumänischer sowie ausländischer Staatsangehörigkeit verliehen werden. Er belohnte einzigartige Leistungen auf politischem und wissenschaftlichem Gebiet, zeichnete militärische Leistungen in Organisation und Truppenführung aus und wurde allgemein zur Belohnung für Verdienste im Rahmen der Verteidigung Rumäniens verliehen. Die Verleihung erfolgte auf Veranlassung des Staatsrates.

## Klassen
Der Orden hat drei Klassen
1. Klasse, wozu das Ordenszeichen in Gold mit silbernen Schwertern als Bruststern getragen wurde
2. Klasse, wozu das Ordenszeichen in Silber mit goldenen Schwertern als Bruststern getragen wurde
3. Klasse, wozu das Ordenszeichen in Gold mit silbernen Schwertern am Pentagonalband an der linken Brust getragen wurde

Das Ordenszeichen, das in der Größe variiert, ist ein fünfstrahliger gewölbter Stern, jeweils mit Strahlen in den Winkeln. Auf der Rückseite der Auszeichnungen befindet sich neben den Edelmetallpunzierungen die Verleihungsnummer.

## Modelle
1. Modell 1949 - 1950
Im Zentrum des Sternes befindet sich das Landeswappen mit den Buchstaben „RPR“ für Republica Populară Romană. Im oben offenen Ährenkranz des Staatswappen befindet sich noch kein Sternchen.
2. Modell 1950 - 1965
Nunmehr befindet sich in Anlehnung an die sowjetische Ikonographie ein fünfzackiger Stern im oben offenen Ährenkranz. Die Verleihungsnummern sind entfallen.
3. Modell 1965 - 1989
Nach Änderung der Staatsform befinden sich nun die Buchstaben „RSR“ für Republica Socialistă România.